# Heineken Open 1999 - Qualificazioni doppio
Le qualificazioni del doppio  dell'Heineken Open 1999 sono state un torneo di tennis preliminare per accedere alla fase finale della manifestazione. I vincitori dell'ultimo turno sono entrati di diritto nel tabellone principale. In caso di ritiro di uno o più giocatori aventi diritto a questi sono subentrati i lucky loser, ossia i giocatori che hanno perso nell'ultimo turno ma che avevano una classifica più alta rispetto agli altri partecipanti che avevano comunque perso nel turno finale.
Le qualificazioni del doppio del torneo Heineken Open 1999 prevedevano 4 coppie partecipanti di cui una è entrata nel tabellone principale.

## Teste di serie
1. Tomáš Anzari /  Alberto Martín (primo turno)

1. Geoff Grant /  T. J. Middleton (Qualificati)

## Qualificati
1. Geoff Grant  /   T. J. Middleton

## Tabellone

### Legenda
| - Q = Qualificato - WC = Wild card - LL = Lucky loser | - ALT = Alternate - SE = Special Exempt - PR = Protected Ranking | - w/o = Walkover - r = Ritirato - d = Squalificato |

|  | Primo turno | Primo turno                      | Primo turno                      | Primo turno | Primo turno |  |  | Ultimo turno | Ultimo turno                     | Ultimo turno                     | Ultimo turno | Ultimo turno |  |
|  |             |                                  |                                  |             |             |  |  |              |                                  |                                  |              |              |  |
|  |             | Sjeng Schalken Laurence Tieleman | Sjeng Schalken Laurence Tieleman | 6           | 7           |  |  |              |                                  |                                  |              |              |  |
|  | 1           | Tomáš Anzari Alberto Martín      | Tomáš Anzari Alberto Martín      | 2           | 5           |  |  |              | Sjeng Schalken Laurence Tieleman | Sjeng Schalken Laurence Tieleman | 4            | 6            |  |
|  | 2           | Geoff Grant T. J. Middleton      | Geoff Grant T. J. Middleton      | 6           | 7           |  |  | 2            | Geoff Grant T. J. Middleton      | Geoff Grant T. J. Middleton      | 6            | 7            |  |
|  |             | James Shortall Andrew Turner     | James Shortall Andrew Turner     | 4           | 5           |  |  |              |                                  |                                  |              |              |  |